# Auboncourt-Vauzelles
Auboncourt-Vauzelles ist eine französische Gemeinde mit 96 Einwohnern (Stand: 1. Januar 2022) im Département Ardennes in der Region Grand Est (vor 2016 Champagne-Ardenne). Sie gehört zum Arrondissement Rethel, zum Kanton Signy-l’Abbaye sowie zum Gemeindeverband Crêtes Préardennaises.

## Geographie
Das Gemeindegebiet wird vom Fluss Saulces durchquert.
Umgeben wird Auboncourt-Vauzelles von den Nachbargemeinden Saulces-Monclin im Norden und Osten, Faux im Südosten, Lucquy im Süden, Novy-Chevrières im Westen sowie Corny-Machéroménil im Nordwesten.

## Bevölkerungsentwicklung
| Jahr                       | 1962 | 1968 | 1975 | 1982 | 1990 | 1999 | 2006 | 2011 | 2019 |
| Einwohner                  | 97   | 85   | 80   | 82   | 82   | 85   | 103  | 101  | 97   |
| Quellen: Cassini und INSEE |      |      |      |      |      |      |      |      |      |

## Sehenswürdigkeiten
- Kirche Saint-Martin, erbaut im 18. Jahrhundert

## Weblinks

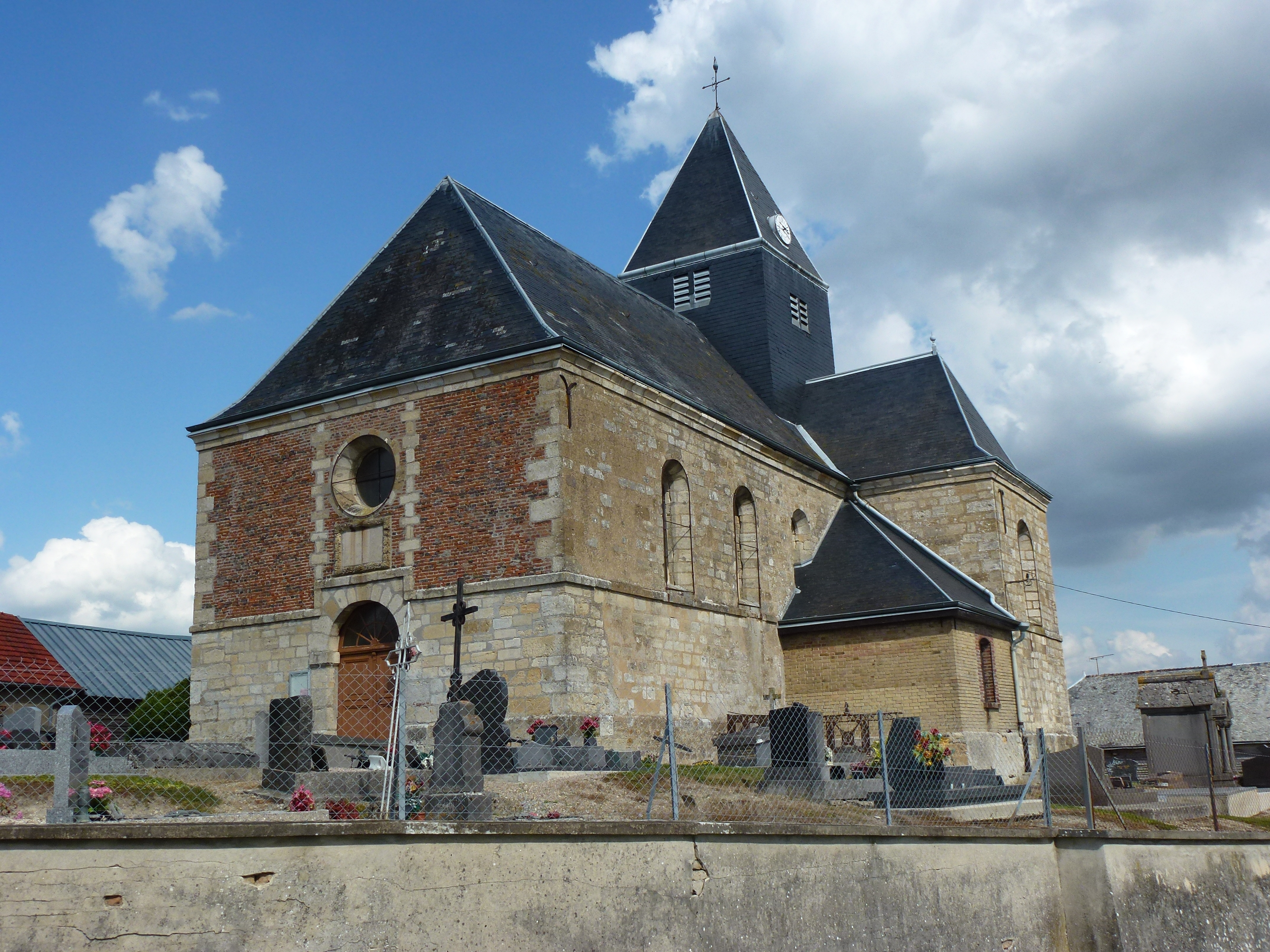
Kirche Saint-Martin